# Брајан Клаф
Брајан Хауард Клаф (енгл. Brian Howard Clough; Мидлсбро, 21. март 1935 — Дарби, 20. септембар 2004) је био енглески фудбалер и фудбалски тренер. 
Играо је као нападач и остао је један од најбољих стрелаца у историји Фудбалске лиге Енглеске, али му је играчку каријеру скратила озбиљна повреда. Као тренер, Клафово име је било уско повезано са Питером Тејлором, који је радио као његов помоћник у различитим клубовима од 60-их до 80-их година 20. века. Највеће успехе је постигао водећи Дарби Каунти и Нотингем Форест, оба клуба је из Друге дивизије увео у највиши ранг, са Дарбијем био је једном првак Енглеске, док је са Нотингем Форестом освојио два трофеја Купа европских шампиона, један Суперкуп Европе, једну титулу првака Енглеске, четири трофеја Лига купа и један ФА Черити шилда. 
Харизматичан, отворен и често контроверзан, Клаф се сматра једним од највећих енглеских фудбалских тренера. Његова постигнућа са Дарбијем и Нотингемом, два провинцијска клуба без значајнијих претходних успеха, сврставају се међу највеће у историји енглеског фудбала. Иако је више пута аплицирао и био популаран избор за ту позицију, никада није постављен за селектора репрезентације Енглеске и често се назива "највећим тренером којег Енглеска никада није имала".

## Каријера

### Играчка каријера
Током играчке каријере у Мидлсброу и Сандерланду Клаф је постигао 251 гол на 274 лигашких утакмица, што га је чинило трећим најбољим стрелцем у историји лиге. Клаф је такође 1959. имао два наступа за репрезентацију Енглеске. Играчку каријеру је завршио са 29 година, након што је претрпео оштећење предњег укрштеног лигамента.

### Тренерска каријера
Тренерску каријеру је започео 1965. у четвртолигашу Хартлпул јунајтеду, када је и поставио Питера Тејлора за свог помоћника, што је био почетак дуге сарадње која ће им донети успех у неколико клубова у наредне две деценије. Године 1967. прешао је у друголигаша Дарби Каунти, а већ у сезони 1968/69. Дарби је као првак Друге дивизије обезбедио пласман у Прву дивизију Енглеске. У сезони 1971/72. Дарби је постао првак Енглеске по први пут у клупској историји, а наредне сезоне су стигли до полуфинала Купа шампиона, где су поражени од Јувентуса. Међутим до овог тренутка погоршао се Клафов однос са власником клуба, па су он и Тејлор поднели оставку.
Потом је осам месеци провео на челу трећелигаша Брајтон и Хоув албиона, пре него што се, овог пута без Тејлора, јула 1974. вратио на север да би постао тренер Лидс јунајтеда, клуба који је претходну сезону освојио титулу првака Енглеске. Ово се сматрало изненађујућим потезом, с обзиром на његове претходне отворене критике фудбалера Лидса и њиховог тренера Дона Ревија. Под Клафом Лидс је имао лош учинак, са само једном победом у шест лигашких утакмица, па је отпуштен након само 44 дана. Јануара 1975. постављен је за тренера друголигаша Нотингем Фореста, а већ половином 1976. придружио му се и Тејлор.
Са Нотингемом је 1977. обезбедио пласман у Прву дивизију, а већ у сезони 1977/78. освојио је и титулу првака Енглеске (прву у историји клуба), чиме је Клаф постао само један од четири тренера који су освојили енглеску лигу са два клуба. Клаф је затим успео да освоји два узастопна трофеја Купа европских шампиона 1979. и 1980 и Суперкуп Европе 1979, као и два Лига купа (1978. и 1979), пре него што се Тејлор пензионисао 1982. године. Клаф је остао у Нотингему још једну деценију, освојио је још два Лига купа (1989. и 1990) и стигао до финала ФА купа 1991, али није имао успеха као раније. Нотингем је 1993. испао из Премијер лиге, након чега се Клаф повукао из фудбала.

## Трофеји

### Дарби Каунти
- Првенство Енглеске (1) : 1971/72.
- Друга дивизија Енглеске (1) : 1968/69.
- Вотни куп (1) : 1970.
- Тексако куп (1) : 1971/72.

### Нотингем Форест
- Првенство Енглеске (1) : 1977/78.
- Друга дивизија Енглеске : треће место 1976/77. (промоција у виши ранг)
- Лига куп Енглеске (4) : 1977/78, 1978/79, 1988/89, 1989/90.
- Суперкуп Енглеске (1) : 1978.
- Куп европских шампиона (2) : 1978/79, 1979/80.
- Суперкуп Европе (1) : 1979.
- Англо-шкотски куп (1) : 1976/77.
- Турнир 100 година Фудбалске лиге (1) : 1988.
- Фул мемберс куп (2) : 1988/89, 1991/92.